# Брахилептура червонокрила
Брахилепту́ра червонокри́ла (лат. Brachyleptura (Stictoleptura) erythroptera, Hagenbach, 1822 = Corymbia erythroptera (Hagenbach) Sama, 1988 = Leptura rufipennis Mulsant, 1839) — жук з родини Жуків-Вусачів.

## Поширення
B. erythroptera входить до європейської групи європейського зоогеографічного комплексу. Поширена в горах Центральної та Східної Європи, Кавказу, Малої Азії й Ірану. Для Карпат – це дуже рідкісний вид, приурочений до букових лісових формацій, рідше до грабово-дубових. Зважаючи на рідкісність, B. erythroptera потребує ретельної охорони, створення заповідних територій, обмеження рубок в місцях зростання дуже старих дерев, у яких розвиваються личинки.

## Екологія
Вважається поліфагом листяних. Літ триває з червня по серпень. Личинка розвивається у порожнистих стовбурах дуже старих дерев, а також їх товстих гілках. Заселяють шар деревини товщиною 1-5 см від серцевини стовбура. У Центральній Європі вид заселяє переважно бук, рідше дуб та гіркокаштін кінський (Aesculus hipocastanus).

## Морфологія

### Імаго
Дорослі комахи досягають 12-19 мм у довжину. Тіло жука широке, кремезне. Загальне забарвлення чорне, іноді черевце на кінці бурувато-рудувате. Ноги переважно буро-червоні, частково затемнені. Надкрила буро-червоні, у живих жуків яскраво-червоні.

## Життєвий цикл
Життєвий цикл триває 2-4 і більше років.